# Willie McGee (beisbolista)
Willie Dean McGee (San Francisco, California, 2 de noviembre de 1958), más conocido como Willie McGee, es un exjugador profesional estadounidense de béisbol que se desempeñó en la posición de jardinero central en las Grandes Ligas de Béisbol (MLB). Logró obtener tres Guantes de Oro.

## Carrera
McGee jugó como profesional nueve temporadas en St. Louis Cardinals (1982-1990), después pasó a Oakland Athletics (1990), luego a San Francisco Giants (1991-1994), posteriormente a Boston Red Sox (1995), y finalmente, regresó a St. Louis Cardinals, donde jugó cuatro temporadas (1996-1999), y fue el equipo en el que se retiró.

## Premios
Fue galardonado con el Guante de Oro en tres oportunidades (1983, 1985 y 1986).